# Johan Clarysse
Johan Clarysse (Kortrijk, 1957) is een Belgisch beeldend kunstenaar werkzaam als schilder, die woont en werkt in Brugge.

## Leven en werk
Clarysse begon met de studie pedagogische en psychologische wetenschappen aan de Katholieke Universiteit Leuven en stapte over op filosofie. Daarnaast volgde hij les aan de Academie voor Schone Kunsten in Leuven, onder meer bij Marc Raes, en hij vervolgde zijn kunststudie aan het Stedelijke Academie voor Schone Kunsten in Brugge bij onder anderen Jan Karel Demarest, Johan Janssen en Jan Karel Verbeke.
Als kunstschilder werkte Clarysse in de eerste jaren in de stijl van de lyrische abstractie. in 1990 had hij een eerste overzichtsexpositie in de de galerie van Rob Loosveldt in Brugge, Een bezoek aan het concentratiekamp van Dachau maakt zo'n indruk dat dit rond 1995 tot thema is z'n werk werd. Enige tijd maakte hij grootschalige werken tot drie meter breed met collages van archiefbeelden. In 2000 had hij een tweede overzichtsexpositie in Oostende bij Rob Loosveldt.
In het nieuwe millennium begon Clarysse met realistisch werk geïnspireerd op de traditionele erotische prentkunst uit Japan, die hij combineerde met eigentijdse taalelementen. Ook gebruikt hij eigentijdse filmstills, die hij manipuleert en interpreteert en weer associeert met handelingen uit het Nieuwe Testament. Tussendoor verbleef hij in 2006 in Andalusië.
In 1996 was Clarysse genomineerd voor de Europaprijs voor Schilderkunst van de Stad Oostende. Met de jaren is zijn werk geëxposeerd in vele solo-exposities, vooral in Vlaanderen.

## Solo-exposities (selectie)
- 1990. Solo, Kunsthuis Loosveldt in Brugge.[2]
- 2000. Johan Clarysse. inside/outside, Kunsthuis Loosveldt te Oostende.[4][5]
- 2003. Ceci n’est pas de la tristesse, Galerie S. & H. De Buck in Gent[2]
- 2004. Alle Lust will Ewigkeit', CC De Spil te Roeselare.[2]
- 2009. Is evil of great importance to the good, Galerie Zwart Huis, Knokke.[3]
- 2013. Vaut le voyage, Galerie Zwart Huis, Knokke.[2]
- 2021. Jeu d’amour, jeu d’hasard, Galerie Lloyd, Oostende.[6]

## Publicaties (selectie)
- Willem Elias e.a. Johan Clarysse. inside/outside, Kunsthuis Loosveldt Oostende, 2000.
- Reiner Van Hove. "Leven na Leuven: kunstenaar en psycholoog Johan Clarysse," in: KU Leuven nieuws, 06-11-2003.
- Eric Bracke. Johan Clarysse. Why October? & other questions, Ludion, Gent, 2007.
- Eric Bracke. "Johan Clarysse. Vijf ontkenningen over een schilder", Ons Erfdeel. Jaargang 51 (2008)